# Juraj Pohronec-Slepčiansky
ThDr. Juraj Pohronec-Slepčiansky  nebo Juraj Selepčéni (maďarsky též György Szelepcsényi-Pohronec, v latinské formě Georgius Pohroncius Szelepcseny, 24. dubna 1595, Slepčany – 14. ledna, podle jiného zdroje 9. března 1685, Letovice) byl ostřihomský arcibiskup, uherský primas a místokrál, filosof, právník, diplomat, grafik a mědirytec původem ze Slovenska.

## Životopis

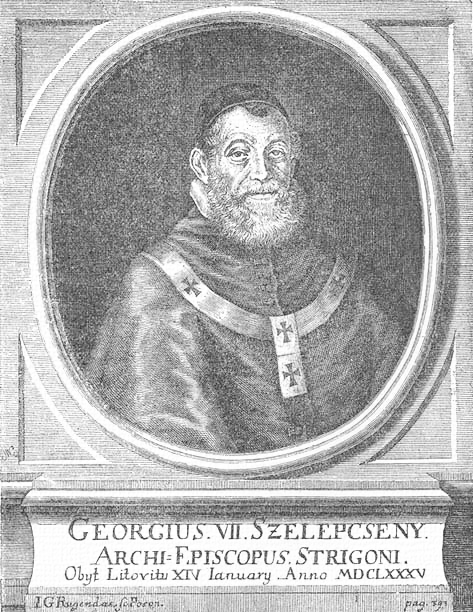
Podobizna Juraje Pohronce-Slepčianského

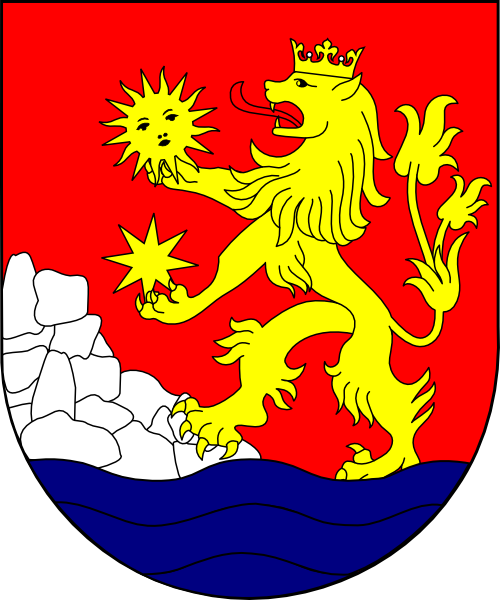
Osobní erb Juraje Pohronce-Slepčianského

Narodil se do obyčejné poddanské rodiny, jeho rodiče zavraždili Turci. Osvojili si ho příbuzní. Zásluhou kardinála Petra Pázmányho studoval v letech 1627–1634 v římském papežském Collegiu hungarico-germanicu.
Z vesnického pastýře se postupně vypracoval na nitranského biskupa (1648–1660), kaločského arcibiskupa (od 1657) a později na ostřihomského arcibiskupa a uherského primase (1666).
Angažoval se v ochraně země před Turky a osvobození okupovaných křesťanských území. Jako vyslanec císaře Ferdinanda II. se vícekrát zúčastnil jednání s Turky v Cařihradě. Jeho zásluhou se polský král Jan III. Sobieski zapojil do rozhodující bitvy s Turky u Vídně. Podporoval publikační činnost Trnavské univerzity a inicioval výstavbu nových kostelů a poutních míst.
V letech 1673–1674 se spolu s biskupem Leopoldem Karlem z Koloniče zúčastnil zvláštního soudu v Bratislavě, který soudil asi 278 protestantů, což vedlo k jejich odsouzení a vypovězení.
Vedle církevní činnosti se věnoval i výtvarné tvorbě. Kreslil a vyřezával do dřeva titulní obrazy na knihy. Vynikal jako znamenitý portrétista. Je zachován i jeho autoportrét, na kterém, mimo jiné je vyryto: GEORGIUS SZELEPCHENY ARCHPP. STRIGON. PRIMAS HUNG. (ARCIEPPISCOPUS STRIGONIENSIS PRIMAS HUNGARIAE - arcibiskup ostřihomský primas Uherska).
Zemřel v Letovicích na Moravě, pohřben byl v mariánské bazilice Mariazell v Rakousku.